# Diego Diellos
Diego Gaspar Diellos (San Vicente, 24 settembre 1993) è un calciatore argentino, attaccante del Nacional Potosí.

## Carriera

### Club
Ha giocato nella prima e nella seconda divisione argentina.